# Пуля (фильм, 2014)
«Пуля» (англ. Bullet; 2014) — боевик с Дэнни Трехо в главной роли.

## Сюжет
Пуля — это прозвище полицейского Френка Мараско, который посвятил  свою жизнь борьбе с преступностью. Однажды преступники похищают его внука. Это приводит к большим проблемам для них, поскольку Пуля мстит преступникам по-своему, не считаясь с правилами.

## В ролях
| Актёр          | Роль                 |
| -------------- | -------------------- |
| Дэнни Трехо    | Френк "Пуля" Мараско |
| Торстен Вогс   | Крюгер               |
| Джонатан Бэнкс | Карлито              |
| Джон Саваж     | Губернатор Джонсон   |
| Ив Моро        | Саманта              |
| Сери ДеЯнг     | Джессика             |
| Юлия Дитце     | Брук Мэдисон         |

## Критика
Фильм в целом был плохо принят критиками. Так Питер Бредшоу написал в the Guardian, что это ужасная и глупая дешевка.